# Alexis

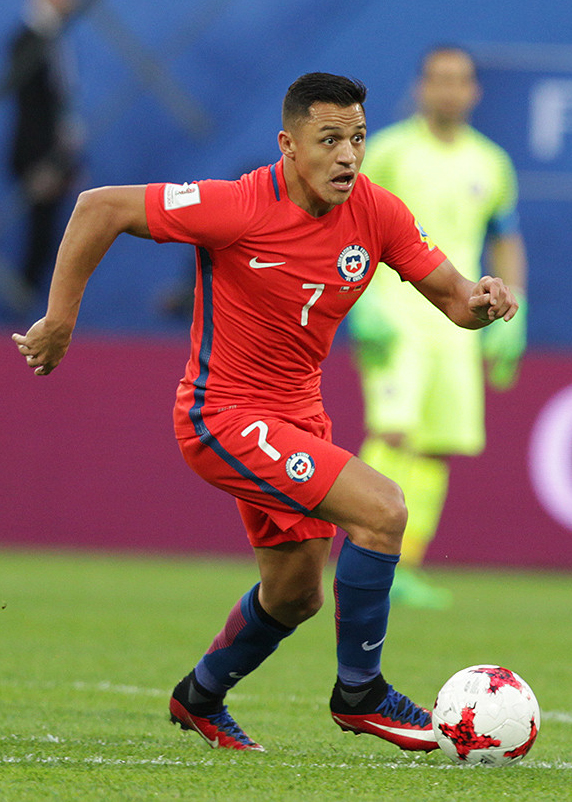
Alexis Sánchez, 2017.

Alexis är ett förnamn och en latinsk form av grekiska Alèxios med betydelsen 'försvarare'.
Alexis är ett ovanligt namn, såväl bland de yngsta som i de äldre generationerna. Den 31 december 2008 fanns det totalt 1 444 personer i Sverige med namnet, varav 377 med det som tilltalsnamn. År 2008 fick 10 pojkar namnet som tilltalsnamn
.
I USA är Alexis mycket populärt som kvinnonamn. På 1940-talet bytte skådespelerskan Gladlys Smith namn till Alexis Smith. På 1980-talet hette en kvinnlig huvudperson i långserien Dynastin Alexis Colby, vilket kan ha bidragit till populariteten.
En variant av namnet är Alessio, med den kvinnliga formen Alessia.
Namnsdag i Sverige: 12 december tillsammans med Alexander. Tidigare hade Alexis namnsdag 17 juli efter Sankt Alexius. I den finlandssvenska namnsdagslängden har Alexis namnsdag 10 oktober sedan starten 1929, då en egen namnsdagskalender togs i bruk för finlandssvenskar.

## Personer med namnet Alexis
- Alexis Weak, svensk musiker
- Alexis Arguello, nicaraguansk boxare
- Alexis Arquette, amerikansk skådespelerska
- Alexis Beaubrun Ardouin, haitisk statsöverhuvud
- Alexis Bledel, amerikansk skådespelerska
- Alexis Bouvard, fransk astronom (1767 - 1843)
- Alexis Carrel, fransk läkare, nobelpristagare
- Alexis Claude Clairault, fransk astronom och matematiker (1713 - 1765)
- Alexis Denisof, amerikansk skådespelare
- Alexis Maurice Dupuy, haitisk statsöverhuvud
- Alexis Hammarström, svensk ecklesiastikminister, landshövding (1858 - 1936)
- Aleksis Kivi, finsk författare (1834 - 1872)
- Alexis Korner, brittisk sångare och gitarrist (1928 - 1984)
- Alexis Lafreniere, kanadensisk ishockeyspelare
- Alexis Pinturault, fransk alpin skidåkare
- Alexis Sánchez, chilensk fotbollsspelare i Arsenal
- Alexis Smith, kanadensisk skådespelerska (1921 - 1993)
- Alexis Texas, amerikansk porrskådespelerska
- Alexis de Tocqueville, fransk filosof och politiker (1805 - 1859)
- Colin Alexis, söt lillebror (2014-